# Bardo Pond
Pour les articles homonymes, voir Bardo.
Bardo Pond est un groupe américain de rock psychédélique, originaire de Philadelphie, en Pennsylvanie. Formé en 1991, il est actuellement signé sur le label londonien Fire Records. Les membres actuels sont Michael Gibbons (guitare), John Gibbons (guitare), Isobel Sollenberger (flûte et chant), Clint Takeda (basse) et Jason Kourkonis (batterie). 

## Historique

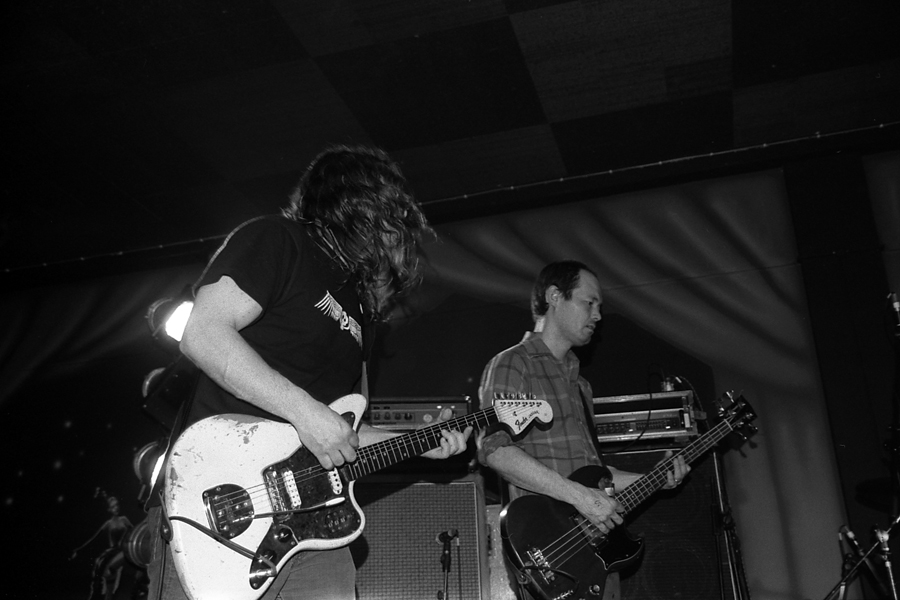
Michael Gibbons et Clint Takeda.

Bardo Pond est formé à Philadelphie en 1989 par les frères et guitaristes Michael et John Gibbons, qui avaient un intérêt commun pour le bruit free-form. Ils s'associent d'abord avec le guitariste Clint Takeda, un ami de Michael qui partageait, comme lui, la passion de la musique libre. Pendant les années qui suivent, le groupe effectue des jam sessions dans leur salon. Takeda arrive dans le groupe et Bardo Pond se forme officiellement en 1991 ; le nom du groupe s'inspire du Livre tibétain des morts.
Entre 1992 et 1993, Bardo Pond publie cinq cassettes audio. Plus tard, Sentz quitte le groupe pour se consacrer à la peinture, et est remplacé par Joe Culver. Takeda emménagera à New York, puis à Seattle, donnant à Michael Gibbons une chance de développer sa guitare. Le groupe attire l'intérêt du petit label Compulsiv label, et publie son premier 7", Die Easy b/w Apple Eye, au début de 1994 ; un autre, Trip Fuck b/w Hummingbird Mountain, arrive pas loin après au label Drunken Fish. Un troisième single, Dragonfly b/w Blues Tune, est publié à la fin de l'année, et le groupe commence à travailler sur un premier album pour le label Drunken Fish. Clint Takeda, qui gardait contact avec le groupe, décide de revenir physiquement avec eux et devenir leur bassiste à temps plein.
Bardo Pond publie son premier album, Bufo Alvarius Amen 29:15, au début de 1995 ; le titre de l'album s'inspire du nom scientifique donné à l'hallucinogène notoire tourvé dans le Midwest. La version CD comprend une jam session intitulée Amen 29:15, qui marque les débuts des enregistrements de Takeda. Plus tard dans l'année, Compulsiv publie un EP CD des chansons restantes, intitulé Big Laughing Jym. Bufo Alvarius attire l'intérêt de Matador Records, qui signe Bardo Pond et publie leur effort suivant, Amanita, en 1996. 
En octobre 2000, le groupe a auto-produit le premier volume d'une série d'éditions limitées de CD-R incluant des jam sessions du groupe. Les pistes de ces Volume series sont plus improvisées et expérimentales que leurs travaux habituels en studio.
Depuis le début des années 2010, Bardo Pond sort chaque année, à l'occasion du Record Store Day (Disquaire Day), deux titres constitués de reprises : Albert Ayler, Brian Ferry (Is There a Heaven, 2015),  The Velvet Underground, Brian Eno (Looking for Another Place, 2014), Parliament, Sun Ra (Rise Above it All, 2013).

## Style musical
Le style musical de Bardo Pond est parfois classée dans le space rock, l'acid rock, le post-rock, le shoegaze, le noise rock ou le rock psychédélique. De nombreux titres de leurs albums sont inspirés de substances psychédéliques ésotériques. Leurs sonorités se caractérisent par de longues explorations sonores, des drones de guitare à la distorsion épaisse, de la réverbération et des larsens mêlés à du bruit blanc.

## Projets parallèles
- Alasehir, trio de rock psychédélique/stoner rock avec Michael Gibbons, John Gibbons et Jason Kourkounis.
- Alumbrados, folk psychédélique/drone composé de Michael Gibbons, John Gibbons, Michael Zanghi et Aaron Igler.
- Prairie Dog Flesh, déclinaison de Bardo Pond reposant davantage sur l'improvisation et incluant Takeda au chant.
- Hash Jar Tempo, une collaboration entre Bardo Pond et Roy Montgomery.
- Third Troll, avec Michael et John Gibbons (guitares), Sollenberger (flûte), Kevin Moist (saxophone) et Aaron Igler (synthés)[3].
- Baikal, porté sur l'expérimentation libre. Composé de John Gibbons, Michael Gibbons, Clint Takeda et Jason Kourkonis ; sort un disque éponyme chez Important Records.
- Vapour Theories, duo constitué de Michael et John Gibbons. Ils ont sorti deux albums : Decant (auto-produit) et Joint Chiefs (The Lotus Sound).

Jason Kourkounis a aussi participé en tant que batteur à la performance de Boredoms, 77 Boadrum, le 7 juillet 2007 à l'Empire-Fulton Ferry State Park à Brooklyn, New York.

## Discographie

### Albums studio
- 1992 : Shone Like a Ton (auto-produit)
- 1995 : Bufo Alvarius, Amen 29:15 (Drunken Fish Records)
- 1996 : Amanita (Matador Records)
- 1997 : Lapsed (Matador Records)
- 1999 : Set and Setting (Matador Records)
- 2001 : Dilate (Matador Records)
- 2003 : On the Ellipse (ATP Recordings)
- 2006 : Ticket Crystals (ATP Recordings)
- 2010 : Bardo Pond (Fire Records)
- 2013 : Peace on Venus (Fire Records)

### Compilations
- 2008 : Batholith (Three Lobed Recordings)
- 2009 : Peri (Three Lobed Recordings)
- 2014 : Refulgo (Three Lobed Recordings)

### EP
- 1995 : Big Laughing Jym (Compulsiv)
- 2000 : Slab 10" (Three Lobed Recordings)
- 2001 : U.S. Tour, Spring 2001 ; split avec Mogwai (Matador Records)
- 2002 : Purposeful Availment (Three Lobed Recordings)
- 2002 : Tigris/Euphrates ; split 12" avec Subarachnoid Space (Camera Obscura Records)
- 2005 : Bog split 12" avec Buck Paco (Black September Records)
- 2006 : Adrop - Modern Containment EP series (Three Lobed Recordings)

### Séries de volumes
- Vol. 1 (2000 – auto-produit)
- Vol. 2 (2001 – auto-produit)
- Vol. 3 (2002 – auto-produit)
- Vol. 4 (2002 – auto-produit)
- Vol. 5 (2004 – auto-produit)
- Vol. 6 (2005 – auto-produit)
- Selections, Vols. I-IV (2005 – ATP Recordings)
- Vol. 7 (2009 – auto-produit)
- Vol. 8 (2018 – auto-produit)